# Lepanthes woodfredensis
Lepanthes woodfredensis är en orkidéart som beskrevs av Carlyle August Luer. Lepanthes woodfredensis ingår i släktet Lepanthes och familjen orkidéer.
Artens utbredningsområde är Kuba. Inga underarter finns listade i Catalogue of Life.